# Boulevard de Cardiff
Le boulevard de Cardiff est une voie de Nantes, en France.

## Situation et accès
Situé dans quartier Bellevue - Chantenay - Sainte-Anne, il relie le quai Marquis-d'Aiguillon, au niveau de la rue Marcel-Sembat et de l'ancienne carrière de Misery, à l'est, au rond-point de la Louisiane qui assure sa jonction avec le boulevard de la Liberté et la rue Chevreul. Ouvert à la circulation automobile et bitumé, il présente deux voies de circulation doubles séparées par un terre-plein central sur la partie est de tracé.

## Origine du nom
La voie, baptisée auparavant « boulevard de Bougainville », se voit attribuer par délibération du conseil municipal du 23 mars 1964, le nom de la ville britannique de Cardiff, capitale du Pays de Galles, première cité avec laquelle la ville de Nantes fut jumelée.

## Historique
Les terrains occupés aujourd'hui par le boulevard étaient constitués d'îlots d'habitations et des usines qui disparurent progressivement avec la construction de la ligne de chemin de fer entre Nantes et Saint-Nazaire en 1857, puis avec le percement de l'artère elle-même dans les années 1940 au sud de la voie ferrée. Ainsi au XXe siècle, sur le site de l'ancienne carrière de Miséry s'installèrent un certain nombre de brasseries, dont les Brasseries de la Meuse qui furent considérées durant les années 1950 comme étant parmi les plus importantes de France. L'activité brassicole perdura jusqu'à sa fermeture en 1985. La majeure partie des bâtiments est détruite dès 1987, les derniers édifices comme le grand hall et le chalet de réception furent démolis en 1995,.
En face, subsiste le bâtiment des « Moulins de la Loire », vaste minoterie construite en 1895 par les architectes Lenoir et Raoulx, ainsi que par les ingénieurs lillois E. et P. Sée (concessionnaires Hennebique), pour le compte de Paul Perraud, minotier à Issé pour un budget de 85 000 francs. Cet édifice, de 63 mètres de long sur 24 de large et près de 25 mètres de haut, fait partie des premières constructions en béton armé édifiées au monde et probablement la première de ce type à Nantes. La minoterie fonctionnera jusqu'à la Seconde Guerre mondiale sous la dénomination sociale de « Société Anonyme des Grands Moulins de la Loire ». Elle sera ensuite louée à la « Coopérative agricole de Nantes » (d'où le nom donné d'« immeuble CAP 44 »), avant d'être vendue et aménagée en immeuble de bureaux dans les années 1970.
Après la création du tunnel ferroviaire de Chantenay, les rails sont enlevés, dans les années 1950. L'espace vacant par l'ancienne voie ferrée est depuis resté à l'état de friche.
À l'extrémité nord ouest se trouve la fonderie Dejoie installée sur ce site depuis 1949.
La voie, baptisée auparavant « boulevard de Bougainville », se voit attribuer par délibération du conseil municipal du 23 mars 1964, le nom de « boulevard de Cardiff ».
L'aménagement de la carrière Miséry en jardin public, baptisé temporairement « Jardin extraordinaire » devant accueillir l'Arbre aux Hérons en 2022, nécessite la démolition de la quasi-totalité des bâtiments bordant la Loire afin d'ouvrir le panorama sur le fleuve. À cet effet, l'ancien parking Renault est rasé durant l'été 2019. Tandis que l'ancienne minoterie des « Grands Moulins de Loire » sera débarrassée de son bardage bleu et partiellement détruite afin de sauvegarder l'essentiel de sa qualité architecturale.